# أبان بن سعيد بن العاص
أبان بن سعيد بن العاص بن أميّة بن عبد شمس بن عبد مناف القرشيّ الأمويّ، أبو الوليد الأموي. توفي سنة 13 هـ، الموافق 634م. هو الذي أجار عثمان بن عفان يوم الحديبية حين بعثه النبي محمد رسولاً إلى مكة، وهو ابن سعيد بن العاص وهو من أكابر قريش ومن الصحابة الأجلاء.
أبان له سبع أخوة اثنان أسلما قبله وهما خالد بن سعيد وعمرو بن سعيد واثنان ماتا علي دين الجاهلية وهما العاص بن سعيد وعبيدة بن سعيد وقد قتلا في غزوة بدر ولا يعرف الباقين. اسم زوجته فاطمة بنت صفوان الكنانية قال ذلك بن إسحاق. وهو ابن عمّة أبو جهل.
أسلم أبان بعد خصومة شديدة للإسلام وهاجر إلى المدينة، وقد استعمله الرسول الكريم سنة 9 هـ علي البحرين ومات النبي وهو وال ٍ عليها. فآلى على نفسه ألاّ يكون عاملا ً لأحدٍ بعد ذلك.

## نسبه ونسبة
هو أبان بن سعيد بن العاص بن أمية بن عبد شمس بن عبد مناف بن قصي بن كلاب بن مره بن كعب بن لؤي القرشي الأموي، يلتقي مع الرسول في عبد مناف.
أمه: هند بنت المغيرة بن عبد الله بن عمر بن مخزوم، وقيل: صفية بنت المغيرة عمة خالد بن الوليد بن المغيرة.

## إسلامه
وأصح الروايات في إسلام أبان هي التي ذكرها الواقدي وهي المشهورة أن عمرو وخالد - المذكورين أعلاه - كانا قد هاجرا إلي الحبشة وأقاما بها وشهد أبان بدرا مشركا فقتل بها أخواه العاص وعبيدة على دين الجاهلية ونجا هو فبقي بمكة حتى أجار عثمان زمن الحديبية فبلغ رسالة رسول الله وقال له:
أبان أسبل وأقبل ولا تخف أحدا بنو سعيد أعزة الحرم
ثم قدم عمرو وخالد من الحبشة فراسلا أبان فتبعهما حتى قدموا جميعا على النبي أيام خيبر وشهدها مع النبي فأرسله النبي في سرية ما، هذا ما ذكره الواقدي. قال غير ذلك ابن إسحاق وغيره من الرواة لكن رواية الواقدي هي المشهورة. وكان إسلامه سنة 7 هـ.

## استشهاده
الرويات في وفاته كثيرة:
- قال الواقدي عن عمر بن عبد العزيز قال «مات النبي صلى الله عليه وسلم وأبان بن سعيد على البحرين» ثم قدم أبان على أبي بكر الصديق وسار إلى الشام فقتل يوم أجنادين سنة 13 هـ[4] وافق الواقدي في ذلك أكثر علماء النسب.[5][6]
- قال بن إسحاق «قتل يوم اليرموك».
- وقيل «قتل يوم مرج الصفر».
- وقيل مات سنة (27هـ) في خلافة عثمان بن عفان.
- وهناك روايات أخرى ذكرها ابن حجر العسقلاني، في كتاب الإصابة، لكن الراجحة هي الرواية الأولي.

### إشارات مرجعية
1. 1 2 3  خير الدين الزركلي (2002)، الأعلام: قاموس تراجم لأشهر الرجال والنساء من العرب والمستعربين والمستشرقين (ط. 15)، بيروت: دار العلم للملايين، ج. 1، ص. 27، OCLC:1127653771، QID:Q113504685
2. ↑  
الأمين، محسن. أعيان الشيعة - ج2. ص. 99. مؤرشف من الأصل في 2019-12-08.
3. 1 2  علي بن محمد بن الأثير (2012م). أسد الغابة في معرفة الصحابة (PDF) (ط. 1). دار ابن حزم. ص. 7. مؤرشف من الأصل (PDF) في 2021-01-28.
4. ↑  أبو نعيم الأصبهاني. معرفة الصحابة. دار الوطن. ج. الأول. ص. 335.
5. ↑  شمس الدين الذهبي (1982م). سير أعلام النبلاء (PDF). مؤسسة الرسالة. ج. 1. ص. 261. مؤرشف من الأصل (PDF) في 2022-01-21.
6. ↑  علي بن محمد بن الأثير (2012). أسد الغابة في معرفة الصحابة (PDF) (ط. 1). دار أبن حزم. ص. 8. مؤرشف من الأصل (PDF) في 2021-01-28.